# Neopsihedelija
Néopsihedélija (imenovana tudi "acid punk") je pestra zvrst glasbe, ki se je razvila v 1970-ih letih iz britanske post-punk scene. Izvajalci so imeli za vzor nenavadne zvoke psihedelične glasbe iz 60-ih in posnemali ali pa posodobili pristope k ustvarjanju glasbe iz tistega časa. Po post-punku je neopsihedelija zacvetela v obliki širšega mednarodnega gibanja glasbenih izvajalcev, ki so duh psihedeličnega rocka aplicirali na nov zvok in tehnike snemanja. Neopsihedelija lahko vključuje tudi elemente psihedeličnega popa, jangle popa, proste kitarske improvizacije z močno distorzijo ali eksperimentiranje pri snemanju. Nov val britanskega alternativnega rocka v zgodnjih 1990-ih je imel za posledico nastanek podzvrsti dream pop in shoegazing.

## Značilnosti
Izvajalci neopsihedelije so si sposodili več prvin psihedelične glasbe iz 1960-ih. Nekateri so posnemali psihedelični pop zvok skupin, kot so The Beatles in zgodnji Pink Floyd, ostali so prevzeli kitarski rock na osnovi The Byrds ali pa proste improvizacije z distorzijo in zvočni eksperimentalizem 60-ih. Del neopsihedelije je bil vedno eksplicitno osredotočen na uporabo drog in izkušenj z njimi in (tako kot acid house iz istega obdobja) je opisoval prehodne, kratkoživeče in transu podobne izkušnje. Spet druge skupine so uporabile neopsihedelično glasbeno podlago kot spremljavo surrealističnim ali političnim besedilom.
Glasbeni poznavalec Erik Morse je rekel: "Razlike med britansko in ameriško neopsihedelijo se je dalo najbolje opisati kot razlike med primitivizmom in primalizmom. Zvoki ameriške neopsihedelije so poudarjali kriptični vidik avant-rocka, vključevali so preslišne teksture na vrhu nespremenljive linije na bas kitari, kar je ustvarilo "težek" kovinski ambient, v popolnem nasprotju s popevkarsko dobrovoljnostjo britanske neopsihedelije."

## Zgodovina

### Sedemdeseta leta: post-punk
Neopsihedelija, ali, kot ji rečejo v Angliji, acid punk ... je eden od dveh najmočnejših trendov v glasbi novega vala ... Čeprav se to zdi paradoksalno, saj je bil punk večinoma napad na kulturo drog 60-ih, je acid rock v 60-ih prvotno nastal iz "punk rock" scene tistega desetletja.

—Greg Shaw za revijo Billboard, januar 1978
Psihedelični rock je ob koncu 60-ih upadel, saj so se skupine razšle ali pa so začele ustvarjali nove oblike glasbe, vključno z heavy metal glasbo in progresivnim rockom. Tako kot že razvoj psihedelične glasbe v poznih 60-ih sta tudi punk rock in novi val v 70-ih rušila določene norme rock glasbe. Takrat je bil pojem "novi val" uporabljen kot sopomenka za nastajajočo punk rock eksplozijo. Leta 1978 je novinar Greg Shaw novo gibanje novovalovske glasbe kategoriziral kot "neopsihedelijo" in navedel skupino Devo, ki naj bi bila "do neke mere ... prva večja indikacija [zvrsti] ... [bili so] najnovejši priljubljenci novovalovskih novinarjev in ustvarjalcev mnenj, a kljub temu nič na njih ni niti približno "punk"". Shaw je napisal, da je bila v Angliji neopsihedelija znana kot "acid punk" in poudaril obstoj "samooklicane "psihedelične punk" skupine Soft Boys, za katero se zanima več velikih založb."
Do 1978–79 je že veljalo, da je bil novi val ločen od punka in post-punka (slednji je bil sprva znan kot "new musick"). Avtor Clinton Heylin je označil drugo polovico leta 1977 in prvo polovico leta 1978 za "pravo začetno točko angleškega post-punka". Nekatere skupine te scene, vključno z The Soft Boys, The Teardrop Explodes in Echo & the Bunnymen, so postale vodilne figure v neopsihedeliji. V zgodnjih 80-ih so Siouxsie and the Banshees skovali "eksotičen neopsihedeličen pop" s prihodom kitarista Johna McGeocha.
V zgodnjih 80-ih je neopsihedeliji sledilo gibanje Paisley Underground. Izviralo je v Los Angelesu in zaobjemalo je številne mlade skupine, na katere je vplivala psihedelija poznih 60-ih in ki so iz te glasbe prevzeli vsak različne elemente. Pojem "Paisley Underground" se je kasneje razširil in vključeval tudi skupine izven tega mesta.

### Od osemdesetih do danes
V 1980-ih in 90-ih so se občasno pojavili popularni glasbeni izvajalci, ki so se krajši čas ukvarjali z neopsihedelijo, vključno s Princeom sredi 80-ih in Lennyjem Kravitzom v 90-ih, a je bila neopsihedelija poglavitno predmet alternativnih in indie rock skupin. V poznih 80-ih se je zgodilo rojstvo shoegazing glasbe, ki je imela za vzor med drugimi tudi psidehelično glasbo 60-ih. Reynolds je temu gibanju rekel "kup meglenih, neopsihedeličnih skupin" v članku v časopisu The Observer leta 1992. Uporabljali so glasne zidove zvoka, v katerih so bili posamezni inštrumenti in vokali med seboj nerazločljivi, in sledili so neopsihedeličnemu zgledu skupin, kot je bila skupina My Bloody Valentine (pogosto znana kot prva shoegazing skupina). Glavni izvajalci shoegazinga so bili tudi Ride, Lush, Chapterhouse in The Boo Radleys, ki so bili deležni pozornosti v Združenem kraljestvu, ni pa jim uspel preboj v ZDA.
AllMusic navaja: "Poleg gibanja Paisley Underground v zgodnjih 80-ih in kolektiva Elephant 6 v 90-ih je večina kasnejših izvajalcev neopsihedelije sledilo zgledu izoliranih ekscentrikov in oživljalcev [glasbenih gibanj], ne pa delovanju kakšnih kohezivnih scen." Nato navajajo izvajalce, za katere se jim zdi, da so bili pomembnejši: The Church, Bevis Frond, Spacemen 3, Robyn Hitchcock, Mercury Rev, The Flaming Lips in Super Furry Animals. Za revijo Treblezine pa je Jeff Telrich dodal še: "Primal Scream so [neopsihedelijo] spremenili v nekaj, kar je pripravljeno za plesišče. The Flaming Lips in Spiritualized so jo odpeljali v orkestralne dežele. In Animal Collective – no, oni so pa nekako naredili čisto svojo stvar."